# King George’s War
Europäischer Kriegsschauplatz:

Mollwitz* – Chotusitz* – Simbach – Dettingen – Toulon – Pfaffenhofen – Tournai – Fontenoy – Hohenfriedberg** – Soor** – Hennersdorf** – Kesselsdorf** – Brüssel – Piacenza – Namur – Roucourt – Kap Finisterre 1 – Lauffeldt – Assietta –  Bergen op Zoom – Kap Finisterre 2 – Maastricht
(*) Erster Schlesischer Krieg – (**) Zweiter Schlesischer Krieg
Indischer Kriegsschauplatz:

Erster Karnatischer Krieg
Amerikanischer Kriegsschauplatz:

War of Jenkins’ Ear – King George’s War
Der King George’s War (1744–1748) war ein Kolonialkrieg zwischen Großbritannien und Frankreich in Nordamerika um die jeweiligen Einflusssphären, insbesondere an der Atlantikküste das französische Akadien im heutigen Kanada und das britische Neu-England, sowie das Tal des Ohio Rivers im Landesinneren. Er gilt als Nebenschauplatz des gleichzeitig in Europa stattfindenden Österreichischen Erbfolgekrieges (1740–1748) und gehört zu der Reihe der Franzosen- und Indianerkriege, weil auf beiden Seiten Indianer als Verbündete der europäischen Mächte eingesetzt wurden. Er ist benannt nach König George II. von Großbritannien.

## Verlauf
Seit dem Ende des Spanischen Erbfolgekriegs 1713 herrschte zwischen Frankreich und Großbritannien formal Frieden. Die Konflikte in den Kolonien Nordamerikas bestanden aber weiter. Der War of Jenkins’ Ear zwischen Großbritannien und Spanien von 1739 bis 1742 in den Kolonien der Karibik und im Süden Nordamerikas ging im Österreichischen Erbfolgekrieg auf, der wiederum Frankreich als Partei in die bewaffnete Auseinandersetzung einbezog. Nach den gegenseitigen Kriegserklärungen begannen Frankreich und Großbritannien auch in den nordamerikanischen Kolonien mit offenen Konflikten. Dabei kämpften auf beiden Seiten überwiegend loyale Kolonisten. Nur wenige europäische Truppen griffen in den Konflikt in Nordamerika ein.
Anfangs versuchte Frankreich von der Festung Louisbourg auf der Kap-Breton-Insel aus, die britische Siedlung Annapolis Royal, das damalige Port Royal, zu erobern. Der Versuch scheiterte und rund 4000 Mann aus Neu-England unter der Leitung von William Shirley, dem Gouverneur von Massachusetts, besetzten im Gegenangriff und mit Unterstützung durch zwölf britische Kriegsschiffe Louisbourg. Sie wollten 1746 mit der geplanten Unterstützung einer Flotte und frischen Truppen aus dem Mutterland in einem koordinierten Angriff das Zentrum der französischen Kolonie Québec mit den Städten Montreal und Québec-Stadt erobern. Die Verstärkung aus Großbritannien blieb aber aus, so dass dieser Angriff nicht zustande kam und die bereits eingezogenen Truppen der Neu-Englischen Kolonialisten sich 1747 wieder auflösten. Ebenfalls 1746 scheiterte eine französische Flotte aus 76 Schiffen beim Versuch, Louisbourg zurückzugewinnen. Als Ursachen gelten Verluste durch Stürme und Seuchen an Bord bereits auf der Anreise und der unerwartete Tod des Flottenkommandanten, Lieutenant-général Jean-Baptiste de La Rochefoucauld de Roye. Ohne Kampfhandlungen starben auf den französischen Schiffen rund 3000 Menschen, der größte Verlust aller Aktivitäten im King George’s War. Einen zweiten französischen Versuch 1747 konnte die britische Flotte in einem Gefecht auf hoher See abwehren.
Inzwischen kam es in den Grenzregionen an Land zu einer Serie von Überfällen auf die Siedlungen der Gegenseite, woran sowohl Kolonialisten als auch deren indianische Verbündete beteiligt waren. Auf französischer Seite waren vorwiegend die Mi'kmaq und die Abenaki aktiv. Beide Seiten gingen mit äußerster Brutalität vor, konnten aber keine bleibenden Erfolge erzielen, außer dass die Grenzregion weitgehend entvölkert wurde und auch in der Folge nur sehr schleppend wieder besiedelt wurde. Besonders im Tal des Hudson Rivers stießen die französischen Kolonisten bis Saratoga Springs und Albany vor. Vor der Küste operierten französische und spanische Kaperschiffe, die auch Angriffe auf Küstenstädte bis in den Süden bei Beaufort in North Carolina unternahmen.
Der Krieg endete mit dem Zweiten Aachener Frieden von 1748, in dem sich beide Parteien auf die vorherigen Linien zurückzogen, Kriegsgefangene austauschten und alle zwischenzeitlichen Eroberungen einschließlich Louisbourg zurückgaben. Eine Einigung über die gegenseitigen Gebietsansprüche wurde ausdrücklich nicht erzielt. Im Zug der Auseinandersetzungen verlagerte Österreich seine Loyalität von Großbritannien zu Frankreich, als Großbritannien sich mit Preußen verbündete und der Konflikt sich fortsetzte (siehe Renversement des alliances). Das sollte zum Siebenjährigen Krieg in Europa und zum vierten und letzten Franzosen- und Indianerkrieg in Nordamerika führen.